# Václav Neubert

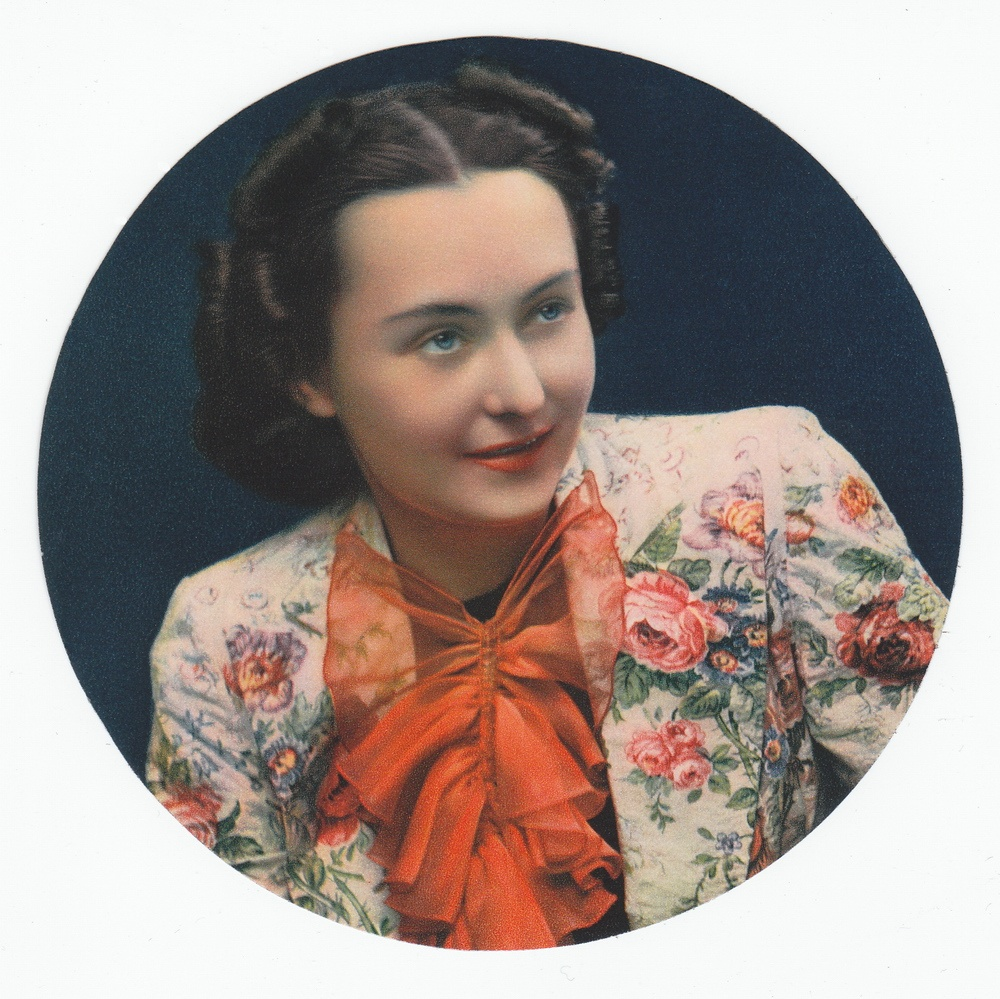
Hana Vítová na anonymní reklamní fotografii tiskárny V. Neubert a synové, Praha, z roku 1939

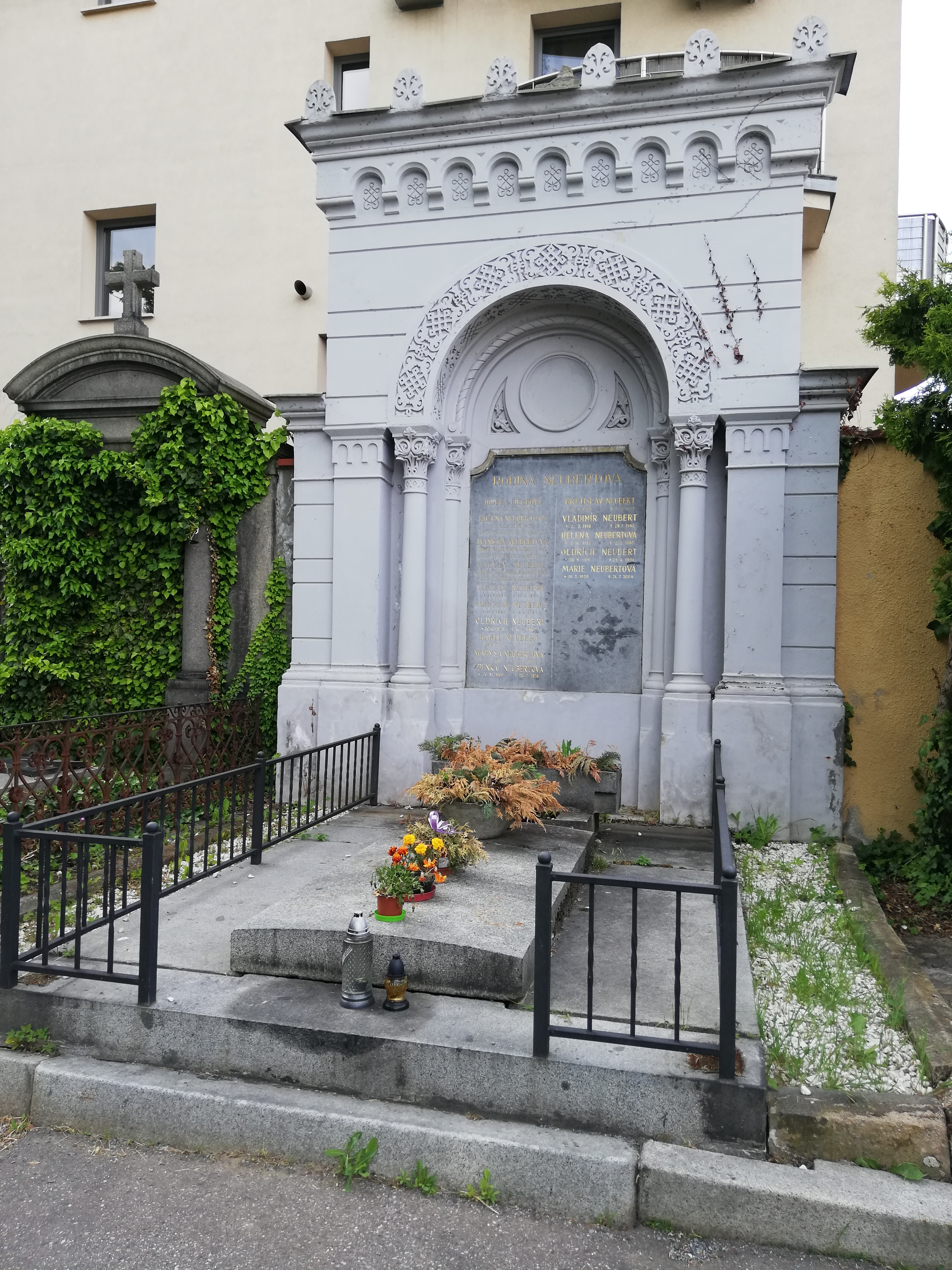
Rodinný hrob na hřbitově Malvazinky v Praze

Václav Neubert (20. května 1852 v Nové Vsi u Kolína – 13. dubna 1936 v Praze) byl český knihkupec, tiskař a nakladatel. Byl majitel grafických závodů, které vznikly v roce 1877 na Smíchově, když jakožto knihkupec získal tiskařskou licenci. Od roku 1921 podnik fungoval pod jménem V. Neubert a synové a Václav Neubert jej vedl se svými syny Oldřichem, Miroslavem, Václavem a Karlem.

## Historie
Václav Neubert vystudoval gymnázium a poté se vyučil knihkupcem a absolvoval jednoroční kurz ve Skřivanově obchodní škole v Praze. Koncem 60. let 19. století se stal účetním v Bance Praha, později přešel k anglickému výrobci strojů Garret & Son. Během vojenské služby se zabýval myšlenkou založit vlastní tiskárnu, avšak protože nebyl vyučen v oboru, zprvu tiskařskou koncesi nezískal. Až po přímluvě jeho bývalého vojenského velitele, plukovníka Gorella von Mildensse u císařského dvora mu v červnu 1877 byla udělena. Přestěhoval se na Smíchov a v budově Občanské záložny začal na ručním rychlolisu sám s pomocí manželky tisknout učebnice a drobné knihy, zabýval se též korekturami a nakladatelskými a distribučními záležitostmi. Vlastním nákladem vydával svazky Lidové bibliotheky a pedagogický časopis Česká škola, časem zaměstnal i tři tiskaře a jednoho sazeče. Roku 1886 závod přestěhoval do Jakubské ulice na Smíchově a rozšířil o specializované litografické oddělení a zaměřil se na obrazové publikace. V roce 1902 se přestěhoval do nových moderních tiskáren v dnešní Grafické ulici na Smíchově (tehdy v Kobrově ulici), kde roku 1903 otevřel oddělení světlotisku a zinkografie a výrazně rozšířil sortiment. Tiskl i atlasy, různé obaly, prospekty, cenné papíry a ceniny. Do práce se zapojovali jeho synové, roku 1918 firmu přejmenoval na „Grafický závod V. Neubert a synové“. Nejmladší syn Karel se roku 1921 stal spolumajitelem, vedl provoz hlubotisku, kartografie a řídil nakladatelství, inicioval též vznik časopis Pestrý týden, který vycházel od listopadu 1926.
Zemřel v Praze roku 1936 ve věku 83 let a byl pohřben na hřbitově Malvazinky.

## Neubertovy závody
Neubertovy závody patřily v Československu ke špičce a získaly si pověst i v zahraničí, zejména potom ve výrobě světlotisku, hlubotisku a zinkografie. Vydávaly náročná kartografická díla a atlasy a vedle toho také populární časopis Pestrý týden. Firma fungovala až do roku 1948, kdy byla znárodněna a sloučena s Orbisem.
Potomci rodiny Neubertů získali podnik po roce 1989 v restituci. V prosinci 1992 založili Karel a Ladislav Neubertovi komanditní společnost GRAFOPRINT - Neubert, která navázala na vydavatelskou, polygrafickou a nakladatelskou činnost. Od roku 1995 se však jejím jediným společníkem stal Václav Knap z Trutnova a rodina Neubertů v ní nemá zastoupení. Roku 1999 byl na společnost prohlášen konkurs, ten byl roku 2007 po splnění rozvrhového usnesení zrušen.

## Budovy v Grafické ulici
Tiskařské závody v Grafické ulici v Praze na Smíchově, nedaleko smíchovského ústí Strahovského tunelu, které fungovaly od roku 1902, jsou nyní (březen 2014) chátrajícími ruinami a na jejich místě je plánována bytová výstavba, resp. výstavba obchodního a administrativního objektu s ubytováním hotelového typu. Společnost KLC III CZ s.r.o. v lednu 2010 oznámila záměr vybudovat zde komplex Bellevue Residence Grafická. Součástí záměru byl i výstavní prostor pro prezentaci historie Neubertových grafických závodů. Výstavba měla být podle záměru dokončena v únoru 2012, ale lucemburská firma KLC III CZ s řeckými majiteli nechala tiskárnu chátrat až do roku 2018, kdy ji odkoupily společnosti Crestyl a UBM Bohemia Development.